# Мартинсрит
Мартинсрит (нем. Martinsrieth) — бывшая община в Германии, в земле Саксония-Анхальт. С 1 июля 2009 часть коммуны Валльхаузен.
Входит в состав района Зангерхаузен. Население составляет 193 человека (на 31 декабря 2006 года). Занимает площадь 5,93 км².